# Warren Hastings

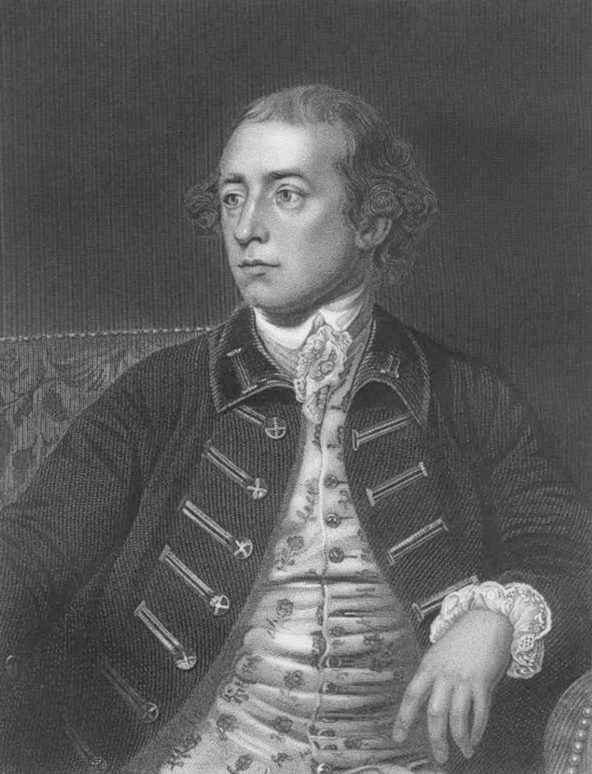
Hastings

Warren Hastings, född 6 december 1732, död den 22 augusti 1818, var Brittiska Ostindiska kompaniets förste generalguvernör över Indien.
Hastings fick 1749 anställning vid Ostindiska kompaniet som föreståndare för ett faktori i Bengalen. Efter att han deltagit i Robert Clives fälttåg i Bengalen blev Hastings 1758 resident vid det bengaliska hovet i Murshidabad och 1761 medlem av rådet i Calcutta, men återvände 1764 till Storbritannien efter svåra slitningar med sina kollegor. Efter att ha återvänt till Indien 1769, blev Hastings 1772 guvernör och 1774 generalguvernör över Bengalen, men viss myndighet även över guvernementen Madras och Bombay. Hastings generalguvernörstid 1774–85 betydde själva uppbyggandet av det brittiska väldet i Indien såväl inåt som utåt. Hans hänsynslöshet och självrådighet härvid skapade honom dock en mängd fiender, häribland Philip Francis.
År 1784, samma år som han föranstaltade om grundandet av Asiatiska sällskapet i Bengalen, återvände Hastings till England.
Hans fienders energiska bearbetning av den allmänna opinionen i Storbritannien och koalition med ett flertal ledande parlamentariker, däribland Edmund Burke och Richard Brinsley Sheridan, ledde 1788 till anklagelse om högmålsbrott mot Hastings och en uppseendeväckande rättegång, som 1795 slutade med Hastings fullständiga frikännande. Återstoden av sitt liv tillbringade Hastings på sitt fädernegods Daylesford i Heresfordshire.
Omdömena om Hastings har utfallit mycket olika. Hans hänsynslöshet vid genomförandet av sina planer kan inte bestridas, inte heller hans egensinnighet och totala avsaknad av smidighet och anpassningsförmåga, men hans organisatoriska förmåga och driftighet har väckt beundran hos många. I vilket fall som helst kom han att få stor betydelse för skapandet av Storbritanniens välde i Indien.
Medan Clive sedan ändå begick självmord ledde rättsprocesserna till att Hastings blev ekonomiskt utblottad. Såsom erkänsla för hans tjänster fick han sin försörjning tryggad av Ostindiska kompaniet, och kunde under senare år väljas in i Privy Council.